# Punta de l'Hermano
La Punta de l'Hermano és una muntanya de 395 metres que es troba al municipi de la Palma d'Ebre, a la comarca catalana de la Ribera d'Ebre.